# ブラッド・トランスフュージョン (カクテル)
ブラッド・トランスフュージョン(Blood Transfusion)とは、ラムをベースとするカクテルであり、ショートドリンク（ショートカクテル）に分類される。カクテル名は、輸血を意味する。

## 標準的なレシピ
- ラム ： ライム・ジュース ＝ 1：1
- グレナデン・シロップ ＝ 1tsp

作り方
ラム、ライム・ジュース、グレナデン・シロップを、ミキシング・グラスでステアして、カクテル・グラス（容量75-90ml程度）に注げば完成である。なお、ライム・ジュースは、その場でライムを絞ったものを使用するのがベストであるが、市販のジュースを用いても良い。
備考
シェークによって作る場合もある。その場合も、全ての材料をシェーカーに入れて、混合する。

### 別レシピ
『The Wordsworth Dictionary of Drink』記載のレシピ
- ホワイト・ラム ： ライム・ジュース ＝ 2：1
- グレナデン・シロップ ＝ 1dash

作り方
材料を氷と共にシェイカーでシェイクする。ストレーナーで濾してカクテルグラスの注ぐ。